# صبر الحريوة (الملاح)

تعديل مصدري - تعديل

صبر الحريوة هي إحدى قرى عزلة الملاح بمديرية الملاح التابعة لمحافظة لحج، بلغ تعداد سكانها 93 نسمة حسب تعداد اليمن لعام 2004.